# Wim Keja
Gregorius Wilhelmus (Wim) Keja (Zuilen, 28 oktober 1925 – Amsterdam, 4 mei 1995) was een Nederlands politicus voor de Volkspartij voor Vrijheid en Democratie (VVD).

## Levensloop
Na de meer uitgebreid lager onderwijs behaalde hij diverse diploma’s van de scheepswerktuigkundige. Daarna was hij ruim twaalf jaar machinist. Daarna was hij werkzaam als bankwerker en assistent-bedrijfsleider bij de machinefabriek Hollandia te Keizersveer en tot 1971 was hij hoofd van de Interne Dienst. Zijn politieke loopbaan begon in 1965. Van 20 november 1965 tot maart 1972 was hij gemeenteraadslid van Amsterdam. Van 3 augustus 1971 tot 14 september 1989 was hij lid van de Tweede Kamer der Staten-Generaal. In de Tweede Kamer der Staten-Generaal hield hij zich voornamelijk bezig met medezeggenschap, personeelszaken defensie en media.
Wim Keja was getrouwd met Johanna Maria Wattel en samen hadden ze drie kinderen.

## Partijpolitieke functies
- Lid van het bestuur van de VVD afdeling Amsterdam
- Secretaris van de VVD afdeling Amsterdam
- Lid van het bestuur van de VVD kamercentrale Amsterdam
- Lid van de raad van advies van de VVD afdeling Amsterdam
- Tweede fractiesecretaris van de VVD in de Tweede Kamer der Staten-Generaal

## Nevenfuncties
- Lid van de Defensiecommissie
- Lid van de Stichtingsraad Amsterdamse Draadloze Omroep
- Lid van het bestuur van Stichting Huisvesting Jongeren
- Voorzitter van de Amsterdamse Oranjeverenigingen
- Lid van het hoofdbestuur van de Consumentenbond
- Voorzitter van de Stichting Rechtsbijstand Dienstplichtige Militairen

## Ridderorden
- Ridder in de Orde van de Nederlandse Leeuw, 27 april 1984